# Amin Asikainen
Pour les articles homonymes, voir Asikainen.
Amin Asikainen est un ancien boxeur finlandais né le 21 janvier 1976 à Kirkkonummi d'un père marocain et d'une mère finlandaise. En 2006 et 2007, il détient la ceinture de champion d'Europe EBU des poids moyens.

## Biographie

### Carrière sportive
Il remporte en tant que boxeur amateur le titre national à 3 reprises en 1996, 1998 et 1999 ainsi que les tournois Tammer, GeeBee et de Copenhague.
Asikainen passe dans les rangs professionnels en 2001 et remporte en 2003 le titre de champion de Finlande des poids moyens en battant Kai Kauramaki.
Le 5 mai 2006, il devient champion d'Europe EBU dans la même catégorie après avoir battu le Français Christophe Tendil par KO au cinquième round,. Il conserve son titre le 3 juin suivant face à l'Allemand Sebastian Sylvester puis contre Alexander Sipos et Lorenzo Di Giacomo avant de perdre le combat revanche contre Sylvester le 23 juin 2007. Il s'inclinera également lors de 3 autres championnats d'Europe en 2008, 2009 et 2011.

#### Palmarès
- 1996, 1998 et 1999 : champion de Finlande amateur (poids moyens)
- 2003 : champion de Finlande professionnel (poids moyens)
- 2006-2007 : champion d'Europe EBU (poids moyens)

### Carrière d'acteur
Amin Asikainen est a l'affiche de plusieurs films dont Salatut elämät en 1999, Sapuskaa, harashoo! en 2011 et Gladiaattorit en 2017. 